# Les Cròniques de Nàrnia: El lleó, la bruixa i l'armari
Les Cròniques de Nàrnia: El lleó, la bruixa i l'armari (títol original en anglès: The Chronicles of Narnia: The Lion, the Witch and the Wardrobe Modifica el valor a Wikidata) és una pel·lícula de gènere fantàstic estrenada el 2005 i dirigida per Andrew Adamson, basada en l'obra de l'escriptor C.S. Lewis que porta el mateix nom. La pel·lícula va ser produïda per Walden Media i va distribuïda per Walt Disney Pictures.
Va ser estrenada el 9 de desembre de 2005 a Europa i Nord-amèrica on va ser un èxit de taquilla i de crítica guanyant el premi Oscar en la categoria de millor maquillatge, entre altres guardons, i és la primera del que serà una sèrie de pel·lícules basades en els llibres.

## Argument
Durant la segona guerra mundial, quatre nens són enviats a la casa d'un vell professor. Avorrits per les estrictes regles imposades per la majordoma, es dediquen a explorar la casa. Un dia Lucy, la més jove dels quatre, troba un gran armari (armari de la roba) bellament decorat, en el qual entra per curiositat, apareixent en una màgica terra coberta de neu (Nàrnia). En sortir de l'armari, tractarà de convèncer els altres nens de la seva aventura i, diverses setmanes després, després de diversos aventures que els obliguen a amagar-se al gran armari, entren junts en aquest món màgic on coneixeran entre moltes altres criatures, al gran lleó Àslan, i prendran part en la batalla per derrotar el diabòlic i increïble poder de la Bruixa Blanca.

## Repertori i personatges
- Georgie Henley - Lucy Pevensie
- Skandar Keynes - Edmund Pevensie
- William Moseley - Peter Pevensie
- Anna Popplewell - Susan Pevensie
- Tilda Swinton - Bruixa Blanca
- James McAvoy - Sr.Tumnus
- Jim Broadbent - Professor Kirke
- Kiran Shah - Ginarrbrik
- Shane Rangi - General Otmin
- Elisabeth Hawthorne - Sra. Macready
- Liam Neeson - Aslan (veu)
- Ray Winstone - Castor (veu)
- Dawn French - Castor (veu)
- Rupert Everett - Guineu (veu)

## Curiositats
- William Moseley, que interpreta Peter, té per segon nom Peter.
- A Skandar Keynes (Edmund) van haver de refer-li l'armadura diverses vegades a causa del seu creixement accelerat (va créixer 16 centímetres durant la filmació)
- Només es van fer 11 fletxes per a Susan, i Anna Popplewell (Susan), creient que n'havien fet més, es va parar al turó on es filmava la batalla i va començar a disparar-les totes.
- Anna Popplewell tenia paüra de les rates i hi va haver d'interaccionar durant la filmació.
- Havien de repetir diverses vegades les escenes, ja que William Moseley no es quedava quiet un minut i sortia de quadre constantment.
- Skandar Keynes va trencar un equip d'il·luminació jugant amb una pilota.
- Skandar Keynes és addicte al sucre i això el mantenia hiperactiu, pel qual van haver de suspendre-se-la per un temps.
- A Georgie Henley (Lucy) no li agrada el te, i durant l'escena en la qual Lucy prenia el te amb el Señor Tumnus, ella en realitat estava prenent llet.
- Harry Gregson-Williams, el compositor, també és qui fa la música d'El regne del cel, i en diverses escenes d'aquesta última se sent amb claredat les mateixes melodies que a Las Crónicas de Narnia
- El fillastre de C.S. Lewis és un dels productors.
- Qui va fabricar les armes i va dissenyar la decoració va ser el mateix equip que el de la pel·lícula El Senyor dels Anells, Weta Workshop.
- Anna Popplewell actua d'Edmund en una escena. Després, digitalment, van canviar la seva cara per la de Skandar Keynes.
- Al pòster, van posar el cos de William Moseley i el cap de Skandar Keynes.
- En el doblatge, qui feia la veu d'Edmund, era Sumaya Keynes, la germana de Skandar.
- Evanescence va escriure dos temes per a aquesta pel·lícula, The Narnia Song i Lacrymosa, les quals van ser descartades per ser massa fúnebres.

## Premis i nominacions
El film va ser guardonat amb l'Oscar a millor maquillatge, essent també nominat en les categories de "millor so" i "Millors efectes visuals".
A més, va ser nominat als Globus d'or a "Millor Banda Sonora" i "Millor Cançó Original" en el 2006.
Finalment, el film va guanyar el premi BAFTA a "Millor Maquillatge i Perruqueria", després de ser nominat en dues categories més ("Millor disseny de vestuari" i "Millors efectes visuals").